# Clytomorpha
Clytomorpha là một chi bướm đêm thuộc họ Erebidae.